# Радава (округ Нове Замки)
Радава (словац. Radava) — село, громада округу Нове Замки, Нітранський край. Кадастрова площа громади — 7.54 км².
Населення 748 осіб (станом на 31 грудня 2019 року).

## Історія
Радава згадується 1237 року.

## Населення
| Рік:            | 1994. | 2004.    | 2014.   | 2024.   |
| --------------- | ----- | -------- | ------- | ------- |
| Кількість осіб: | 960   | 853      | 778     | 740     |
| Різниця:        |       | -11,14 % | -8,79 % | -4,88 % |

| Рік:            | 2023. | 2024.   |
| --------------- | ----- | ------- |
| Кількість осіб: | 737   | 740     |
| Різниця:        |       | +0,40 % |